# Euphorbia perlignea
Euphorbia perlignea är en törelväxtart som beskrevs av Mcvaugh. Euphorbia perlignea ingår i släktet törlar, och familjen törelväxter. Inga underarter finns listade i Catalogue of Life.